# Jipijapa
Jipijapa är en ort i Ecuador.   Den ligger i provinsen Manabí, i den västra delen av landet, 260 km sydväst om huvudstaden Quito. Jipijapa ligger 287 meter över havet och antalet invånare är 35 901.
Terrängen runt Jipijapa är kuperad västerut, men österut är den platt. Runt Jipijapa är det ganska tätbefolkat, med 120 invånare per kvadratkilometer. Jipijapa är det största samhället i trakten. Omgivningarna runt Jipijapa är en mosaik av jordbruksmark och naturlig växtlighet.